# Morbier (Jura)
Pour les articles homonymes, voir Morbier.
Morbier est une commune française située dans le département du Jura, en Franche-Comté, dans la région administrative Bourgogne-Franche-Comté.
La commune est réputée pour son fromage homonyme (le morbier), son domaine de ski nordique et son horlogerie, dont l'origine remonte aux années 1660, lorsque les frères Mayet y fabriquent leurs premières horloges. Au XIXe siècle, Morbier est avec Morez la capitale de l’horloge comtoise.

## Géographie

### Localisation
Le village de Morbier est situé dans le parc naturel régional du Haut-Jura, en Franche-Comté. La commune est limitrophe du département du Doubs et n'est séparé de la frontière entre la France et la Suisse que par le territoire de Chapelle-des-Bois.
Morbier se situe à 1 h 13 de route de Genève, 2 h 27 de Lyon et 1 h 46 de Besançon.
La commune se trouve dans l'aire d'attraction de Hauts de Bienne, ainsi que dans son aire urbaine et dans son bassin de vie, et dans la zone d'emploi de Saint-Claude.

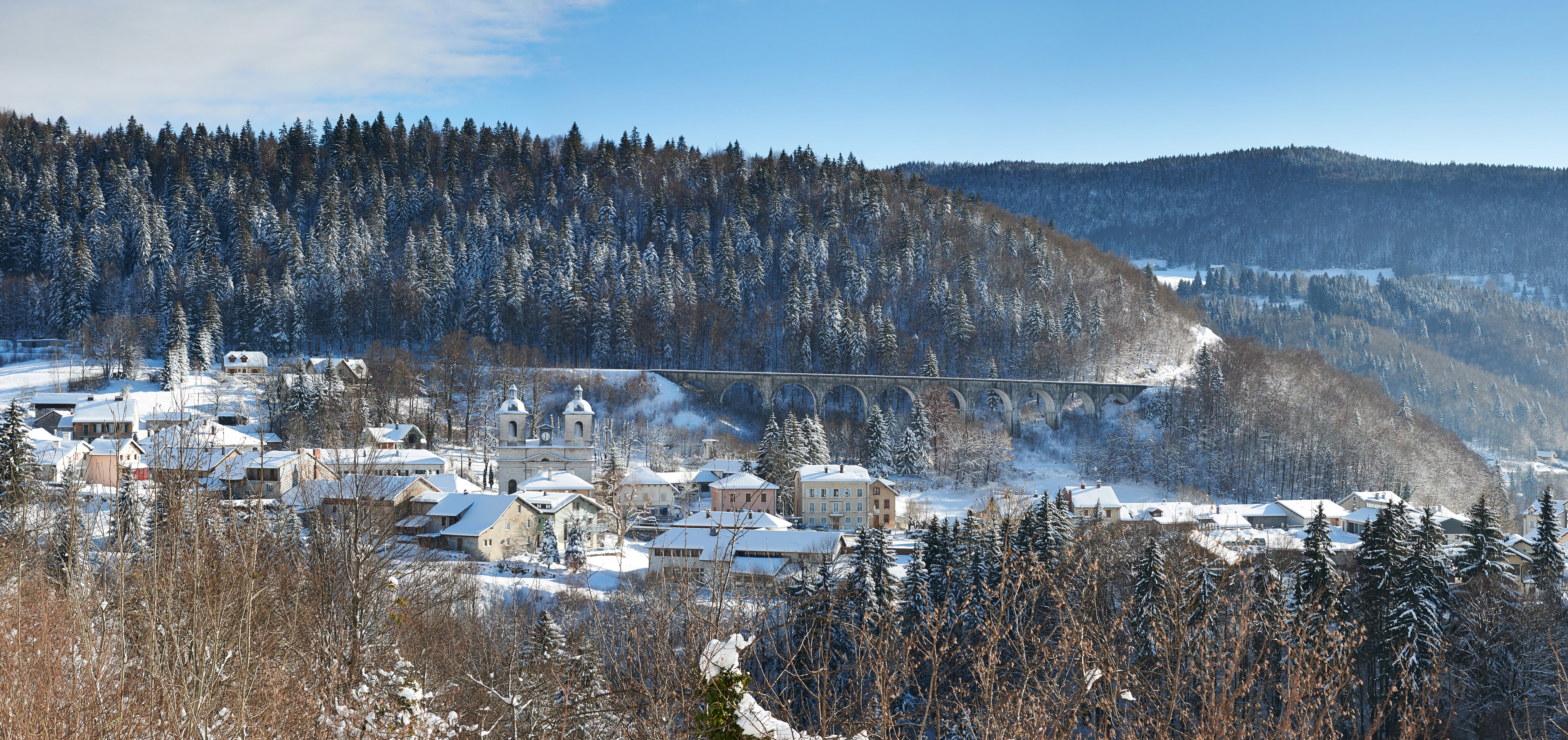
Vue générale

### Communes limitrophes
Les communes limitrophes sont  Bellefontaine, Chapelle-des-Bois, Grande-Rivière, Grande-Rivière Château, Hauts de Bienne, Lac-des-Rouges-Truites et Saint-Laurent-en-Grandvaux.
|                                                   | Chapelle-des-Bois (Doubs) |               |
| Lac-des-Rouges-Truites Saint-Laurent-en-Grandvaux | Morbier                   | Bellefontaine |
| Grande-Rivière                                    | Hauts de Bienne           |               |

### Géologie et relief

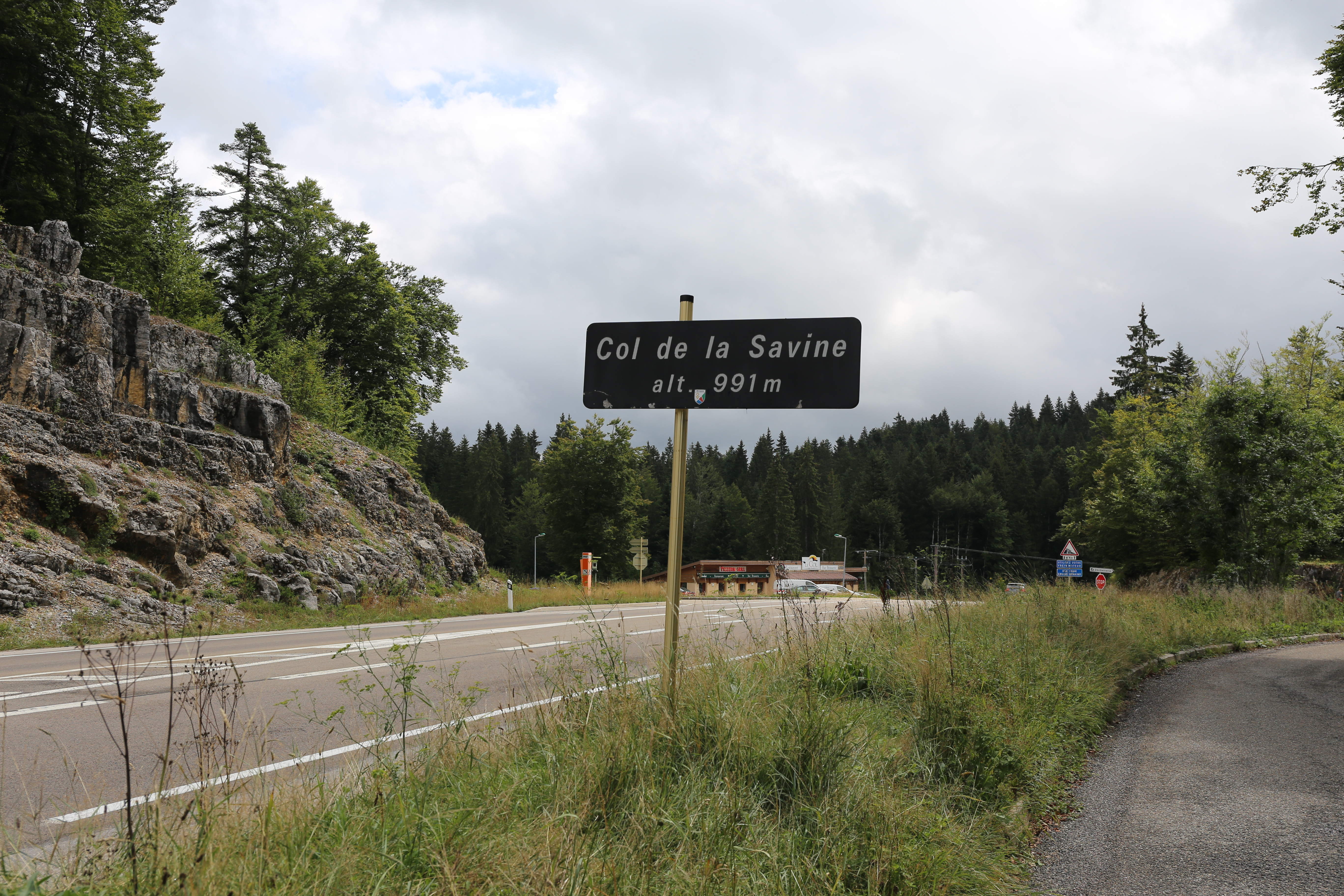
Le col de la Savine.

Le village de Morbier surplombe la cluse de Morez.
Village typique du parc naturel régional du Haut-Jura, il est bâti sur flanc de colline, ce qui donne à son bâti sa situation particulière. Le centre-ville surplombe la ville de Morez et la vallée de la Bienne d'environ 150 m, formant un belvédère orienté sud-ouest. L'altitude moyenne de la commune se situe entre 850 et 1 100 m d'altitude.

### Hydrographie

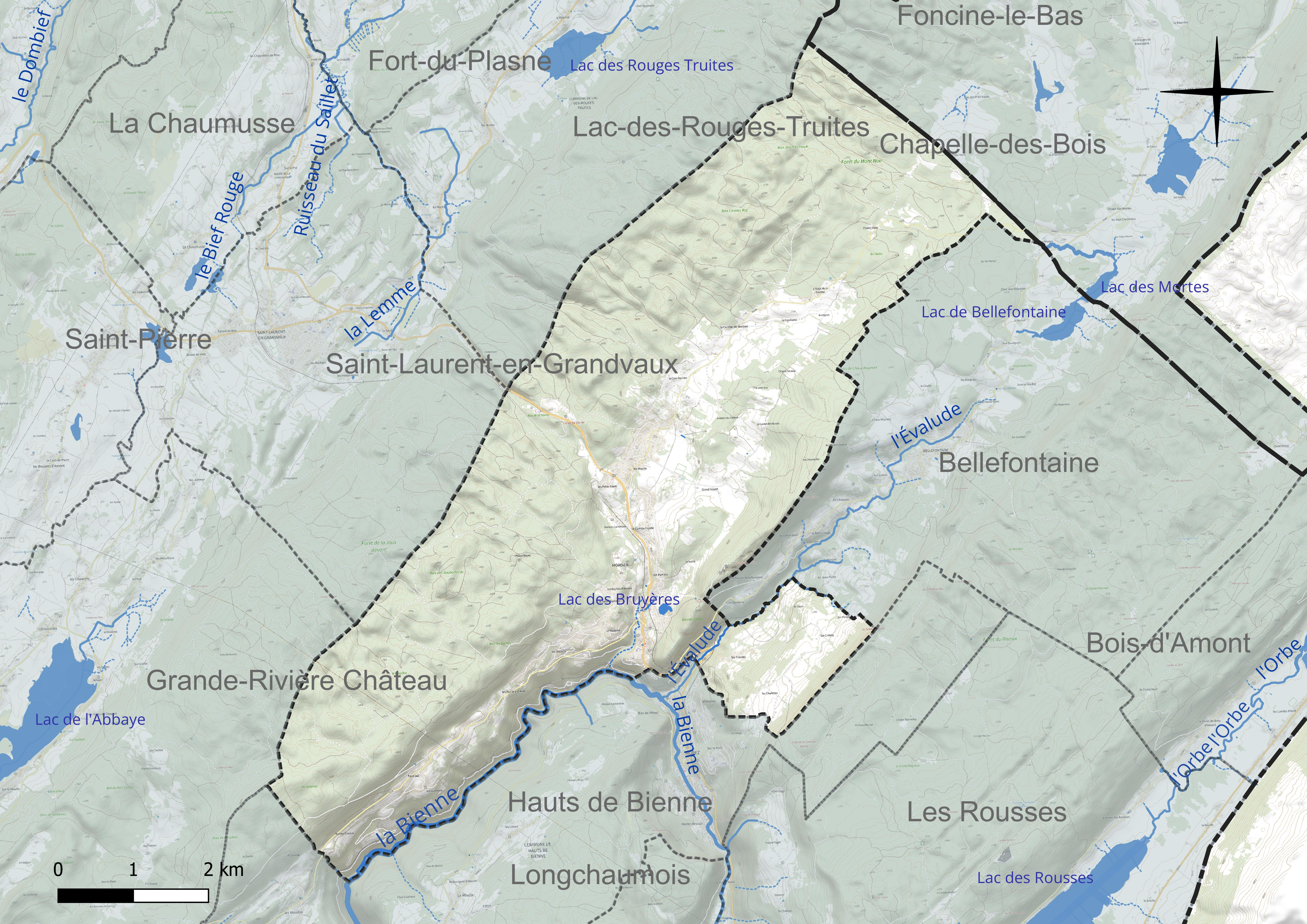
Carte hydrographique de la commune.

Le territoire communal est séparé de celui des Hauts de Bienne par le cours de la Bienne, un important affluent de l'Ain et donc un sous-affluent du Rhône.

### Climat
Pour des articles plus généraux, voir Climat de la Bourgogne-Franche-Comté et Climat du département du Jura.
En 2010, le climat de la commune est de type climat de montagne, selon une étude du Centre national de la recherche scientifique s'appuyant sur une série de données couvrant la période 1971-2000. En 2020, Météo-France publie une typologie des climats de la France métropolitaine dans laquelle la commune est exposée à un climat de montagne ou de marges de montagne et est dans la région climatique Jura, caractérisée par une forte pluviométrie en toutes saisons (1 000 à 1 500 mm/an), des hivers rigoureux et un ensoleillement médiocre.
Pour la période 1971-2000, la température annuelle moyenne est de 7,8 °C, avec une amplitude thermique annuelle de 16,3 °C. Le cumul annuel moyen de précipitations est de 1 807 mm, avec 13,1 jours de précipitations en janvier et 10,8 jours en juillet. Pour la période 1991-2020, la température moyenne annuelle observée sur la station météorologique de Météo-France la plus proche, « Cogna », sur la commune de Cogna à 20 km à vol d'oiseau, est de 10,8 °C et le cumul annuel moyen de précipitations est de 1 557,5 mm. 
La température maximale relevée sur cette station est de 39 °C, atteinte le 12 août 2003 ; la température minimale est de −18,5 °C, atteinte le 6 février 2012,,.
Les paramètres climatiques de la commune ont été estimés pour le milieu du siècle (2041-2070) selon différents scénarios d'émission de gaz à effet de serre à partir des nouvelles projections climatiques de référence DRIAS-2020. Ils sont consultables sur un site dédié publié par Météo-France en novembre 2022.

### Paysages
Les forêts alentour sont principalement composées d'épicéas et de hêtres (ou foyards). Leur superficie contribue à apaiser les rigueurs de l'été.

## Urbanisme

### Typologie
Au 1er janvier 2024, Morbier est catégorisée petite ville, selon la nouvelle grille communale de densité à sept niveaux définie par l'Insee en 2022.
Elle appartient à l'unité urbaine de Hauts de Bienne, une agglomération intra-départementale regroupant deux  communes, dont elle est une commune de la banlieue,,. Par ailleurs la commune fait partie de l'aire d'attraction de Hauts de Bienne, dont elle est une commune du pôle principal,. Cette aire, qui regroupe 7 communes, est catégorisée dans les aires de moins de 50 000 habitants,.

### Occupation des sols

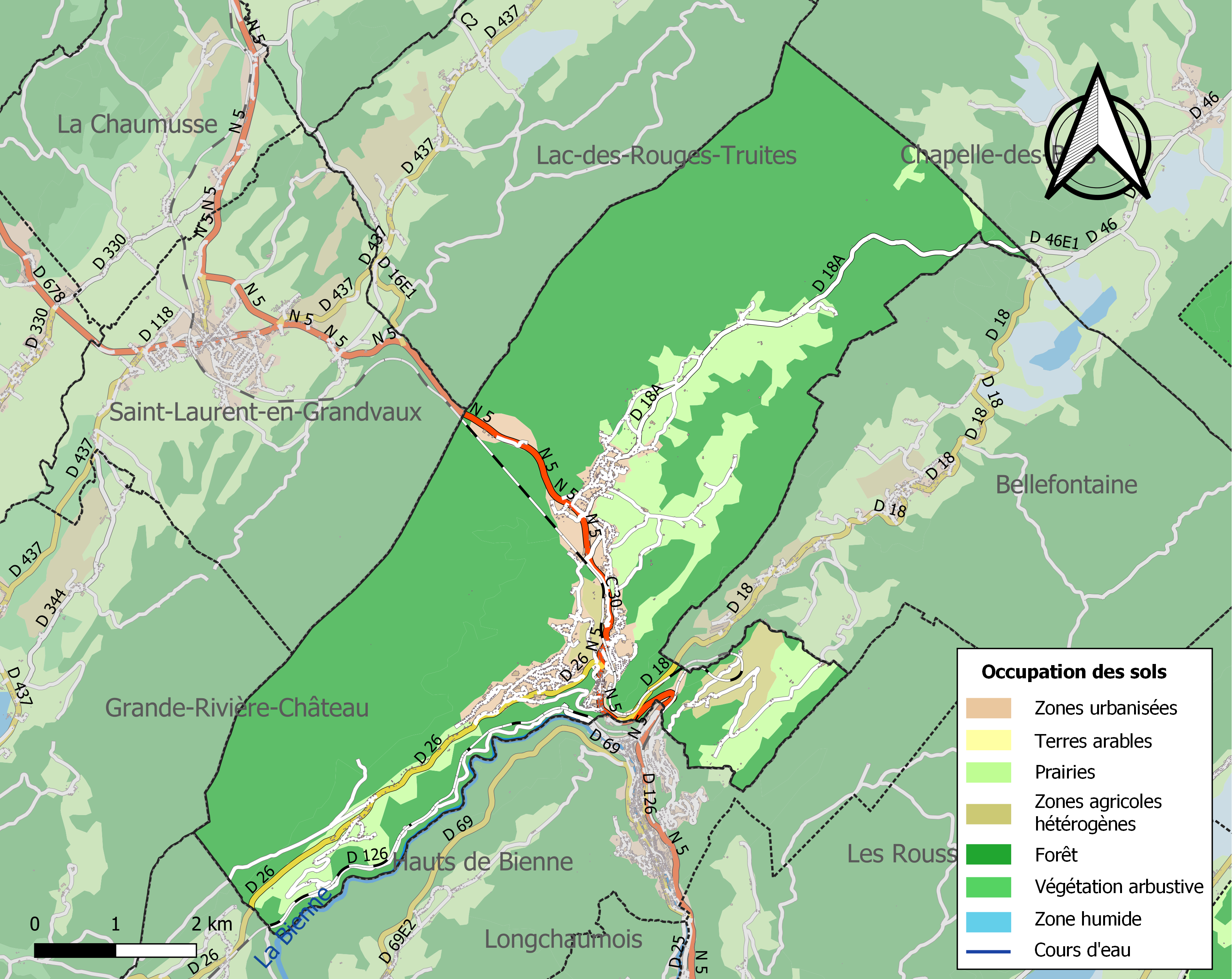
Carte des infrastructures et de l'occupation des sols de la commune en 2018 (CLC).

L'occupation des sols de la commune, telle qu'elle ressort de la base de données européenne d’occupation biophysique des sols Corine Land Cover (CLC), est marquée par l'importance des forêts et milieux semi-naturels (77,5 % en 2018), en diminution par rapport à 1990 (80,7 %).
La répartition détaillée en 2018 est la suivante : forêts (77,5 %), prairies (14,4 %), zones urbanisées (5,2 %), zones agricoles hétérogènes (2,3 %), mines, décharges et chantiers (0,6 %).
L'évolution de l’occupation des sols de la commune et de ses infrastructures peut être observée sur les différentes représentations cartographiques du territoire : la carte de Cassini (XVIIIe siècle), la carte d'état-major (1820-1866) et les cartes ou photos aériennes de l'IGN pour la période actuelle (1950 à aujourd'hui).

### Morphologie urbaine
Plusieurs lotissements ont été créés depuis 1980 (les Buclets, les Chamois, les Marais, Combe Froide, les Pontets ...). Ces lotissements contribuent à un important étalement du village au détriment du centre. L'accessibilité à ces lotissements se fait pratiquement uniquement par véhicule particulier.

### Lieux-dits, hameaux et écarts

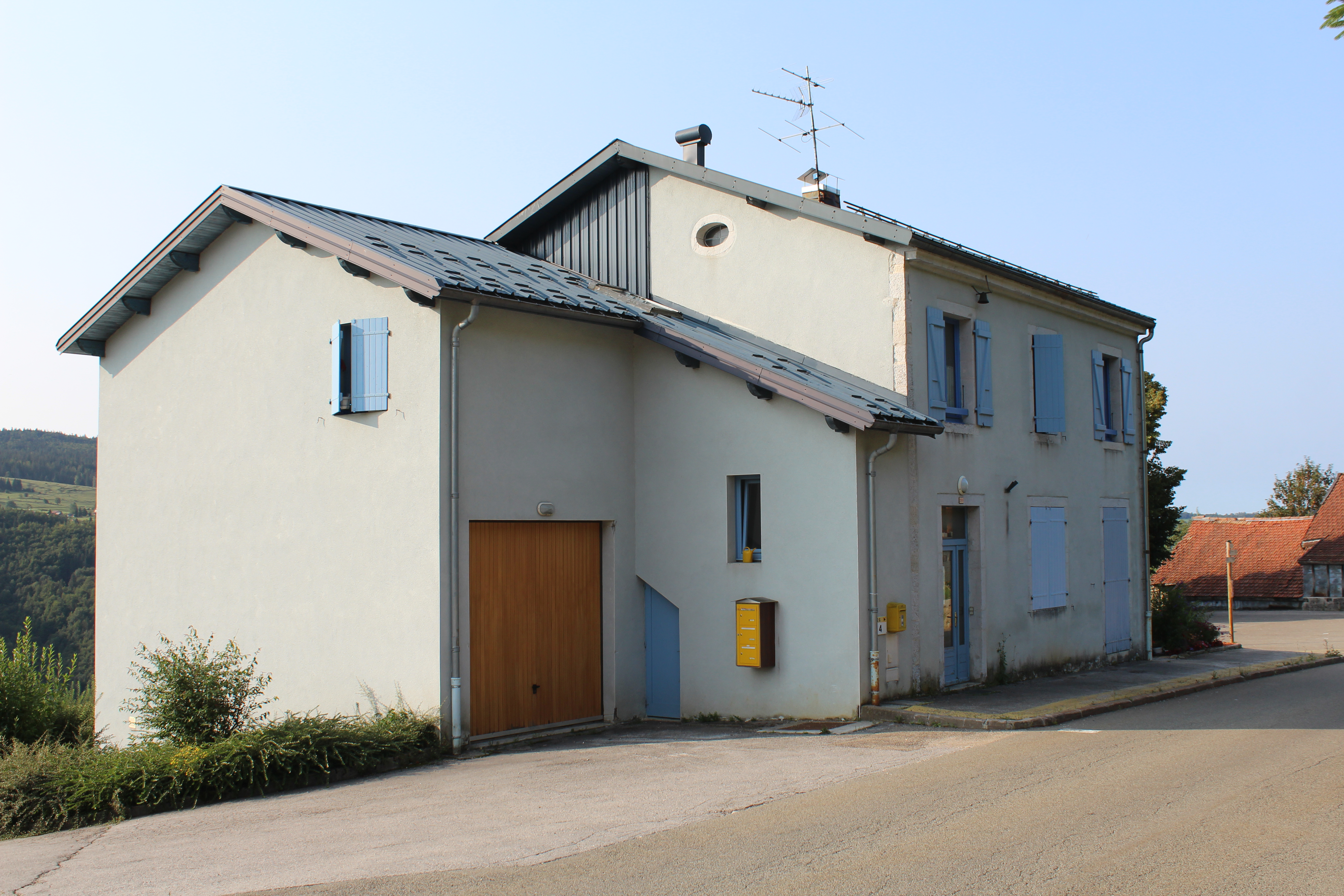
L'ancienne mairie de Tancua.

Le village est composé de différents quartiers ou hameaux :
- le centre du village, situé sur la RN5 ;
- Tancua, ancienne commune située sur la route de Saint-Claude rattachée en 2007 à la commune ;
- la Madonne, quartier construit autour d'une colline proche surplombée par une statue de la Vierge Marie ;
- le quartier de la Gare, les Pontets et Combe Froide successivement en remontant au Nord ;
- les Marais, hameau situé à l'orée de la Combe de Morbier et départ principal des pistes de ski nordique ;
- les Frasses et les Chalettes, hameaux situés sur la rive gauche du torrent l'Evalude.

### Habitat et logement
En 2021, le nombre total de logements dans la commune était de 1 333, alors qu'il était de 1 295 en 2016 et de 1 190 en 2011.
Parmi ces logements, 77,5 % étaient des résidences principales, 11,4 % des résidences secondaires et 11,1 % des logements vacants. Ces logements étaient pour 62,3 % d'entre eux des maisons individuelles et pour 36,7 % des appartements.
Le tableau ci-dessous présente la typologie des logements à Morbier en 2021 en comparaison avec celle du département du Jura et de la France entière. Une caractéristique marquante du parc de logements est ainsi une proportion de résidences secondaires et logements occasionnels (11,4 %) supérieure à celle du département (10,5 %) et à celle de la France entière (9,7 %). 
| Typologie                                               | Morbier | Jura | France entière |
| ------------------------------------------------------- | ------- | ---- | -------------- |
| Résidences principales (en %)                           | 77,5    | 79,8 | 82,2           |
| Résidences secondaires et logements occasionnels (en %) | 11,4    | 10,5 | 9,7            |
| Logements vacants (en %)                                | 11,1    | 9,6  | 8,1            |

### Voies de communication et transports
La principale voie desservant Morbier est la route nationale 5, qui franchit le col de la Savine.
La gare de Morbier est une halte ferroviaire située sur la ligne d'Andelot-en-Montagne à La Cluse (dite ligne des Hirondelles) desservie par des trains du réseau TER Bourgogne-Franche-Comté de la ligne Dole - Mouchard - Saint-Claude - Pontarlier.

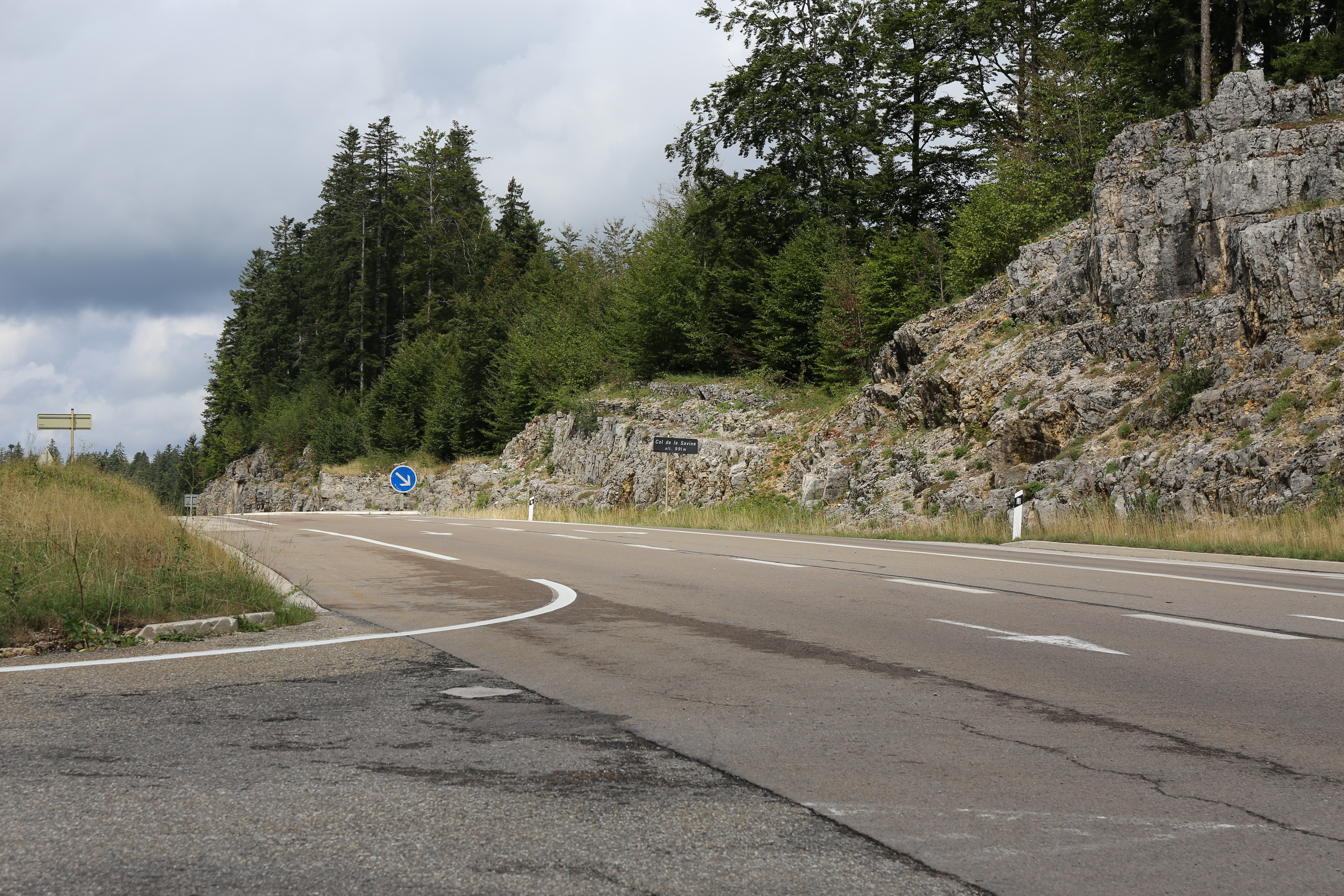
Le col de la Savine et la RN 5.
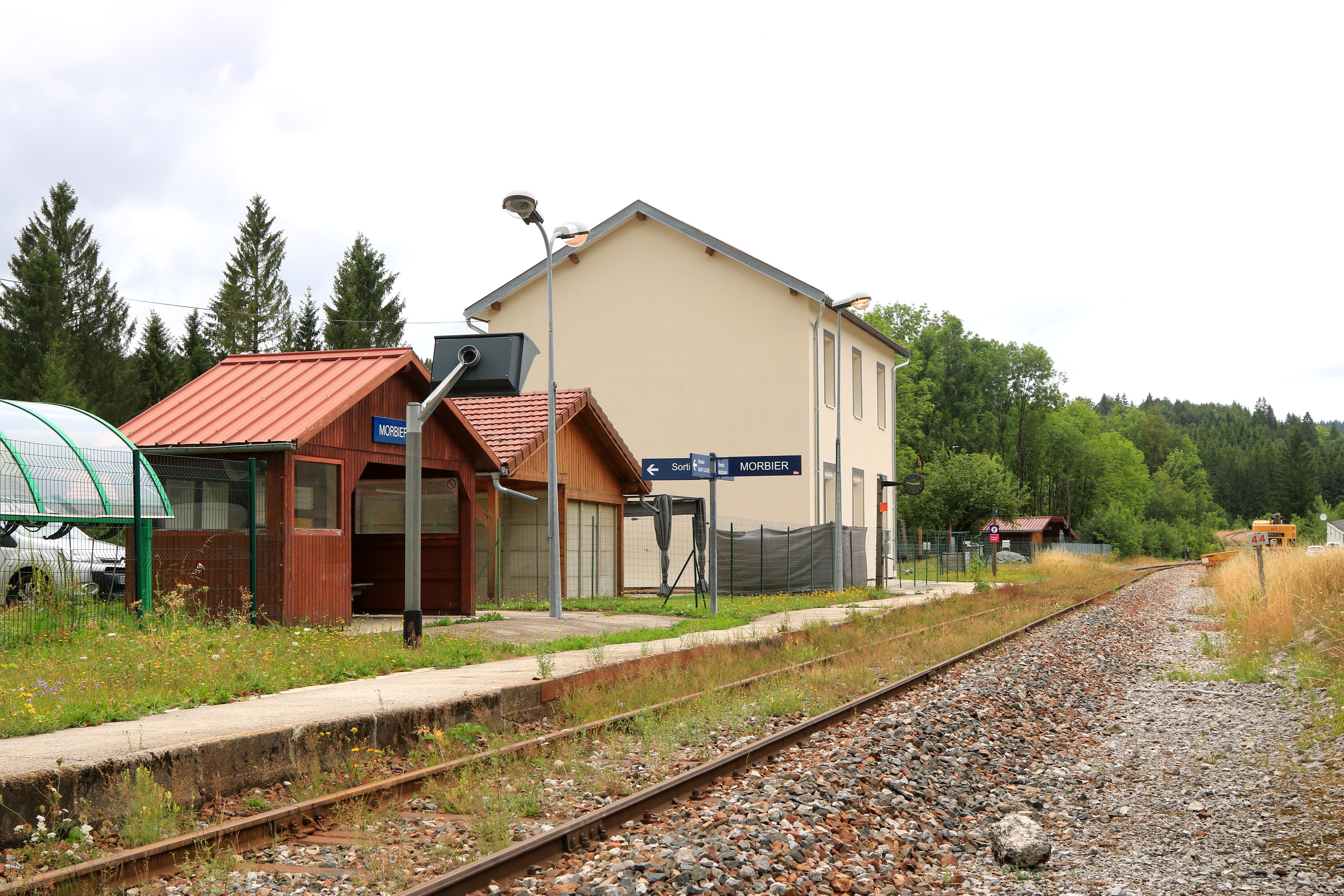
La gare.

## Toponymie
La commune tient probablement son nom d'un ancien bief descendant du lieu-dit « la Carronnée » au centre du village et qui se serait jadis tari.[réf. nécessaire]

## Histoire

### Horlogerie
À partir de la fin du XVIIe siècle, l’horlogerie se développe à Morbier et dans la région de Morez, avec comme figure mythique les frères Mayet.
La production d'horloges comtoises reste artisanale jusqu’au XIXe siècle, la production devient alors industrielle et atteint son pic dans les années 1850 (voir la page sur Morez pour plus d'informations). L'entreprise "Morbier Bois", située au 79 route de la Haute Combe aux Marais était spécialisée dans la fabrication d'horloge Comtoise. En activité jusqu'en 2014, il n'était pas rare de voir fumer les cheminées de l'usine sur la plaine des Marais.
Une tentative de modernisation de l'horloge comtoise Morberande est expérimentée par l'ingénieur en horlogerie Jean-François Pesenti. Originaire du village, il crée une horloge comtoise moderne avec un mécanisme breveté. La fabrication de cette horloge est rendue possible grâce à 20 partenaires en activité, sur le village de Morbier ou dans ses alentours.

### Époque contemporaine
La gare de Morbier est mise en service dès le 15 mai 1899, sans attendre l'achèvement de la section entre Morbier et Morez, et est don équipée temporairement comme station terminus, avec les équipements nécessaires, dont une plaque tournante.
L'histoire de la lunetterie à Morbier est très liée à la ville de Morez[réf. nécessaire].
Le 1er janvier 2007, la commune de Tancua fusionne avec Morbier.

## Politique et administration

### Rattachements administratifs et électoraux

#### Rattachements administratifs
La commune se trouve dans l'arrondissement de Saint-Claude du département du Jura.
Elle faisait partie depuis 1793 du canton de Morez. Dans le cadre du redécoupage cantonal de 2014 en France, cette circonscription administrative territoriale a disparu, et le canton n'est plus qu'une circonscription électorale.

#### Rattachements électoraux
Pour les élections départementales, la commune fait partie depuis 2014 du canton de Hauts de Bienne.
Pour l'élection des députés, elle fait partie de la deuxième circonscription du Jura.

### Intercommunalité
Morbier est membre de la communauté de communes Haut-Jura Arcade, un établissement public de coopération intercommunale (EPCI) à fiscalité propre créé fin 1993  et auquel la commune avait transféré un certain nombre de ses compétences, dans les conditions déterminées par le code général des collectivités territoriales.

### Liste des maires
| Période      | Période                       | Identité                     | Étiquette | Qualité                                                                                                   |
| ------------ | ----------------------------- | ---------------------------- | --------- | --- |
| 1790         | 1792                          | Jean-Baptiste Morel-Fourrier |           | |
| 1793         | 1795                          | Pierre-Alexis Perrad         |           | |
| 1795         | 1815                          | Pierre-Célestin Mayet        |           | |
| 1815         | 1828                          | Nicolas-Joseph Bailly-Salins |           | |
| 1828         | 1837                          | Pierre-Claude Paget          |           | |
| 1837         | 1862                          | François-Célestin Mayet      |           | |
| 1863         | 1865                          | François-Joseph Richard      |           | |
| 1865         | 1869                          | Claude-Germain Paget         |           | |
| 1869         | 1870                          | Auguste Bailly-Salins        |           | |
| 1870         | 1871                          | Claude-Désiré Paget          |           | |
| 1871         | 1876                          | Auguste Bailly-Salins        |           | |
| 1876         | 1888                          | Aimé-Sylvain Romanet         |           | |
| 1888         | 1896                          | Joseph-Edmond Perrad         |           | |
| 1896         | 1900                          | Paul Mayet-Tissot            |           | |
| 1900         | 1907                          | Gustave Morel-À-L'Huissier   |           | |
| 1907         | 1908                          | Jules-Sylvain Cretin         |           | |
| 1908         | 1909                          | Georges Grenier              |           | |
| 1909         | 1912                          | Henry Morel-À-L'Huissier     |           | |
| 1912         | 1919                          | Joseph-Alexandre Perrad      |           | |
| 1919         | 1925                          | Luc Paget                    |           | |
| 1925         | 1929                          | Jules-Alice Bailly-Salins    |           | |
| 1929         | 1943                          | René Vuaillat                |           | |
| 1944         | 1945                          | Louis Girod                  |           | |
| 1945         | 1947                          | Léon Munka                   |           | |
| 1947         | 1950                          | Pierre Bailly-Basin          |           | |
| 1950         | 1958                          | Louis Girod                  |           | |
| 1958         | 1965                          | Roger Morel-Maréchal         |           | |
| 1965         | mars 1989                     | Michel Romanet               |           | |
| mars 1989    | février 1991                  | Jean-Charles Avel            |           | |
| février 1991 | mars 2001                     | Ernest Delacroix             | PS        | Retraité de l'ONF Président de la CC Haut-Jura Arcade (1993 → ? ) Chevalier de l'Ordre national du Mérite |
| mars 2001    | octobre 2022                  | Daniel Flament               | DVG       | Retraité. Ancien arbitre de football. Démissionnaire                                                      |
| janvier 2023 | En cours (au 24 janvier 2024) | Philippe Huguenet            |           | Chargé de mission au SDIS-39,                                                                             |

### Instances de démocratie participative
La commune dispose d'un conseil municipal d'enfants.

## Équipements et services publics

### Enseignement
Les enfants de Morbier sont scolarisés dans l"école communale, dotée d'une cantine.
Le lycée professionnel privé de la Savine, dont les effectifs diminuaient régulièrement, a fermé.

## Population et société
Les habitants sont appelés les Morberands.

### Démographie
L'évolution du nombre d'habitants est connue à travers les recensements de la population effectués dans la commune depuis 1793. Pour les communes de moins de 10 000 habitants, une enquête de recensement portant sur toute la population est réalisée tous les cinq ans, les populations de référence des années intermédiaires étant quant à elles estimées par interpolation ou extrapolation. Pour la commune, le premier recensement exhaustif entrant dans le cadre du nouveau dispositif a été réalisé en 2008.

En 2022, la commune comptait 2 371 habitants, en évolution de +2,82 % par rapport à 2016 (Jura : −0,81 %, France hors Mayotte : +2,11 %).
| 1793  | 1800  | 1806  | 1821  | 1831  | 1836  | 1841  | 1846  | 1851  |
| ----- | ----- | ----- | ----- | ----- | ----- | ----- | ----- | ----- |
| 1 880 | 1 880 | 1 903 | 1 911 | 2 042 | 2 090 | 2 087 | 1 978 | 1 944 |

| 1856  | 1861  | 1866  | 1872  | 1876  | 1881  | 1886  | 1891  | 1896  |
| ----- | ----- | ----- | ----- | ----- | ----- | ----- | ----- | ----- |
| 1 880 | 1 660 | 1 681 | 1 681 | 1 657 | 1 577 | 1 545 | 1 573 | 1 719 |

| 1901  | 1906  | 1911  | 1921  | 1926  | 1931  | 1936 | 1946 | 1954  |
| ----- | ----- | ----- | ----- | ----- | ----- | ---- | ---- | ----- |
| 1 456 | 1 466 | 1 433 | 1 002 | 1 060 | 1 020 | 966  | 886  | 1 123 |

| 1962  | 1968  | 1975  | 1982  | 1990  | 1999  | 2006  | 2008  | 2013  |
| ----- | ----- | ----- | ----- | ----- | ----- | ----- | ----- | ----- |
| 1 217 | 1 273 | 1 547 | 1 667 | 1 964 | 2 069 | 2 252 | 2 244 | 2 313 |

| 2018  | 2022  | - | - | - | - | - | - | - |
| ----- | ----- | - | - | - | - | - | - | - |
| 2 278 | 2 371 | - | - | - | - | - | - | - |

### Manifestations culturelles et festivités
La  fête du morbier et son concours agricole, dont lma 33e édition a eu lieu en août 2024.

### Sports et loisirs
L'équipe cycliste Jura 39, managée par Daniel Cretin, dans les années 1980 avait son siège sportif à Morbier.[réf. nécessaire]

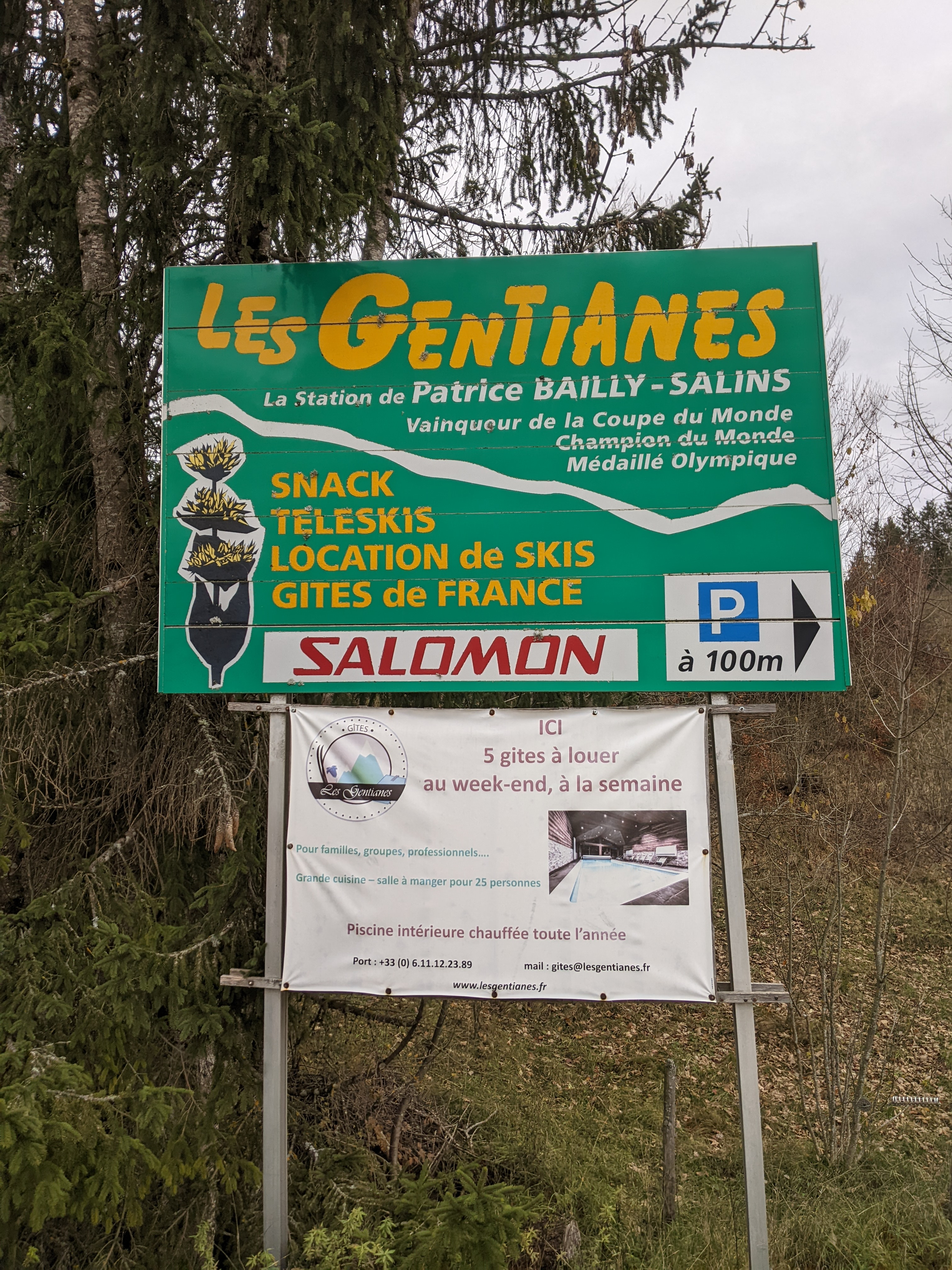
Panneau de la station de ski

l'US Cyclisme Morez a été présidé pendant près de 30 ans par Maurice Riauté, assisté par Michel Gaillard.
Le club nautique du haut Jura, présidé par Norbert Marchal, utilise la piscine de Morbier pour les cours d'apprentissage.
La petite station de sports d'hiver des Gentianes a été aménagée à 4 km au nord du centre de Morbier. Cette station débutant compte trois pistes officielles et une piste "Olympique" se terminant sur la piste de ski de fond. Elle possède une école de ski ESF permettant aux débutants d'apprendre la glisse. Cette station peut créer de la neige artificielle grâce à un système de canon à neige pompant sur une réserve d'eau à ciel ouvert. Un club de ski SMBM (ski club Morbier, Morez & Bellefontaine) est en activité. Ce club comporte une section fond & une section alpin gérée par les bénévoles Émilie Buet & Stéphane Riauté à ce jour[Quand ?]. Elle est confrontée au réchauffement climatique qui réduit son enneigement

## Économie
Avec Morez, Morbier est réputée pour son savoir-faire en matière d'horlogerie et de lunetterie. Elle a aussi prêté son nom à un fromage de vache bénéficiant d'une appellation d'origine protégée en 2002.[réf. nécessaire]

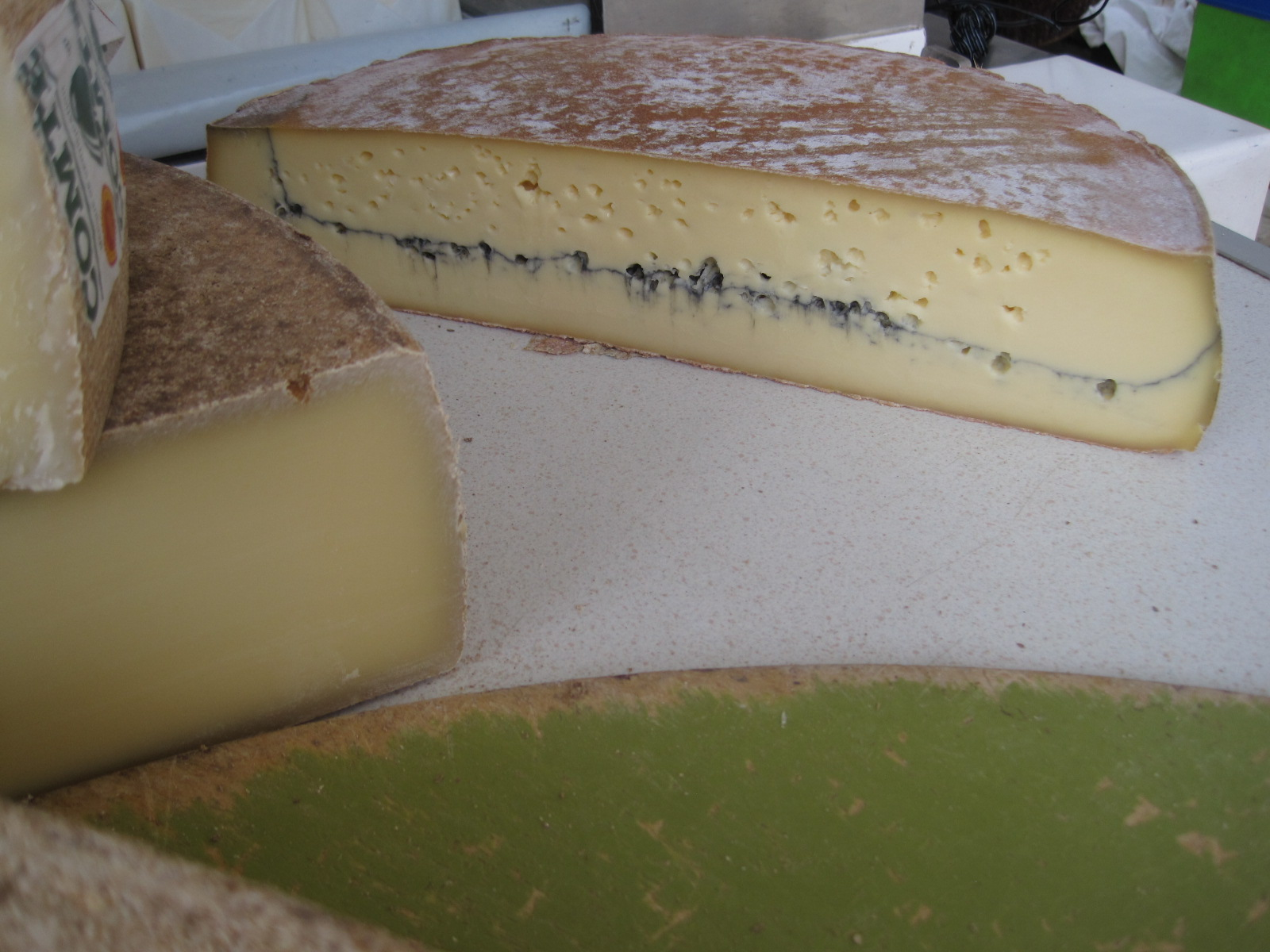
Fromages de Comté et Morbier (au second plan).

L'entreprise Oxibis-Exalto, ouvert en 1992 est une entreprise morberande. Cette entreprise fondée par Jérôme Colin (fils de fabricants de lunettes) et Daniel Arnaud (opticien) est spécialisée dans la vente et la fabrication de lunettes. Oxibis connaît un succès fulgurant dès son lancement grâce à un positionnement décalé et des montures colorées. Il en est de même de l'entreprise Morel.

## Culture locale et patrimoine

### Lieux et monuments
Le centre du village est reconnaissable par l'église, surplombée par l'un des viaducs de Morez de la Ligne Andelot-en-Montagne - La Cluse.
- L'église Saint-Michel de Morbier  Inscrit MH (2009)[39],[40], massive et à deux clochers couverts de dômes à lanternon, dotée d'un important mobilier cultuel. 
Le second œuvre, et notamment les stalles, boiseries, chaire à prêcher, retables et autels, dessinés par l'architecte Claude-François Besand, ont été réalisés par son père, François Besand, sculpteur et doreur
Son orgue, placé sur une tribune au fond du chœur de l'église, a sans doute été construit vers le milieu du XIXe siècle, peut-être par la maison Daublaine Callinet, comme l'orgue de Morez. Cet instrument possède un clavier et un pédalier.
L'horloge, qui reflète le savoir-faire des maîtres horlogers de Morbier, est fabriquée en 1895 par l’entreprise Arsène Cretin-l’Ange et dispose de trois cadrans[41].

- Maison de l'industriel Auguste Gaudard  Inscrit MH (2014)[42], 140 route Blanche, construite en 1889, décorée s'inspirant de la Renaissance (motifs ornementaux et figuratifs) et du début du XVIIIe siècle (imitations de marqueteries de marbres polychromes) réalisé par le peintre Germain Paget et Jacques Ricardon, maître plâtrier, reconnu pour ses peintures en trompe-l’œil,
- Le col de la Savine (984 m), sur la route nationale 5, plusieurs fois emprunté par le Tour de France.
- La gare de Morbier, construite en 1899 par l'entreprise Fougerolle Frères pour la Compagnie des chemins de fer de Paris à Lyon et à la Méditerranée, concessionnaire de la ligne de chemin de fer[18], ainsi que le tunnel de la Savine, achevé en 1895[43] et le pont ferroviaire et viaduc des Gaudards[44].
- Anciennes usines :
  - Usine de lunetterie Bourgeois, 11 route de Tancua, construite à partir de 1924 pour Charles Bourgeois afin, d'y réaliser le décolletage et la fabrication des charnières pour les industriels lunetiers. L'entreprise emploie 3 ouvriers en 1940, 70 personnes environ en 1950, 100 à 120 sur les deux sites de Morbier, avec l'usine du 93 Route Blanche, dans les années 1960, 450 pour le groupe en 1996[45].
  - Usine d'horlogerie dite Manufacture d'Horlogerie Girod, usine de lunetterie Bourgeois, 83-93 route Blanche, construite en 1938 et agrandie certainement par l'architecte Lucien Fraenkel, complémentaire de l'installation de la rue de Tancua[46].
  - Usine d'horlogerie des Ets Romanet, puis de la S.A. Odo à La Combe froide, construite en 1951 à proximité de l'installation existante sur les plans de l'architecte André David et étendue en 1961. Reprise après faillite en 1984 par la S.A. Productions Romanet, créée pour l'occasion par la société horlogère Odo[47].
  - Ancienne usine d'horlogerie Arsène Cretin-l'Ange, 94-98 route Blanche. Mentionnée à la fin du XIXe siècle comme "usine à vapeur éclairée à l'électricité", cette manufacture d'horloges monumentales est acquise en 1906 par Léon Labrosse, puis en 1934 par les Ets Charles Peccaud,  qu'ils aménagent en usine de petites moteurs électriques et d'avertisseurs pneumatiques pour automobile — l'entreprise est l'une des premières à produire des klaxons à compresseur électrique — puis pour produire des compresseurs à palettes et des moteurs électriques de précision (pour machines à coudre, etc.)[48].
  - Ancien moulin à blé dit moulin Paget, 138 route Blanche, qui utilisait l'énergie du Saillard. C'est un moulin, scierie et clouterie dans la première moitié du XIXe siècle qui produit également, dès la décennie 1810, des accessoires en laiton estampé destinés aux horloges comtoises. Cédé à Auguste Gaudard en 1869, celui-ci fait construire en 1902 par la société parisienne Brousse sur des plans de M. Ricardon un nouvel atelier pour notamment fabrication de becs pour lampe à pétrole. L'atelier d'origine rehaussé en 1947 et étendu de nouveaux locaux en 189/1987.
L'entreprise dispose de deux roues hydrauliques et une scie monolame dans la décennie 1850, d'une machine à vapeur et une turbine hydraulique dans la seconde moitié du XIXe siècle, de presses à emboutir E.W. Bliss & C° (Brooklyn, New York, USA), d'un moteur à gaz pauvre Letombe de 1902 à 1919, d'un moteur électrique ensuite et d'une nouvelle turbine Pelton vers 1931. Elle emploie 2 hommes et une femme au moulin en 1851, une trentaine ou une quarantaine de personnes dans la 2e moitié du XIXe siècle, 105 à 110 de 1902 à 1914, 32 ou 33 en 1991[49].
  - Usine d'estampage Luc Paget et Fils, 4-10, Côte à la Luce, qui produit des accessoires en laiton estampé destinés aux horloges comtoises, puis des mécanismes d'horloge. Après avoir produit dans les années 1960 des balanciers de carillons et lunettes ouvrantes pour pendules murales, elle ne fabrique plus en 1990 que 7 à 800 balanciers par mois, contre 1 600 vers 1985[50].
  - Usine Girod Médias, 93 route Blanche, construite en 1938 et 1952[51]
- Anciennes fermes des XVIIIe et XIXe siècles[52].
- Immeuble, 43 route Blanche, de la fin du XIXe siècle à la façade antérieure à cinq travées est organisée selon un axe de symétrie centrale[53].
- Oratoire Saint-Jean-Baptiste, impasse de l'Oratoire, de 1688 et fortement remanié en 1870[54]
- Sentiers de randonnée.

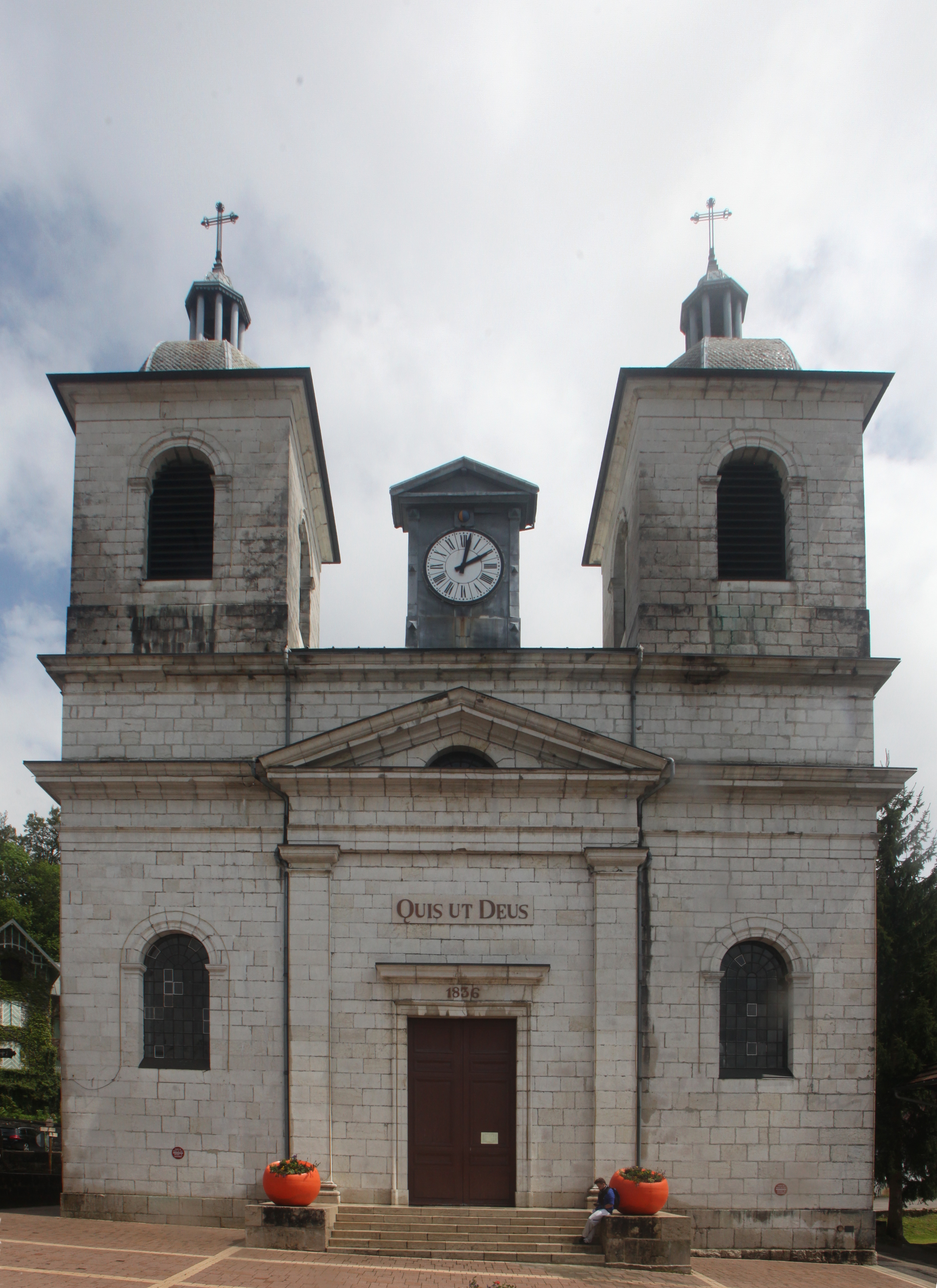
L'église.
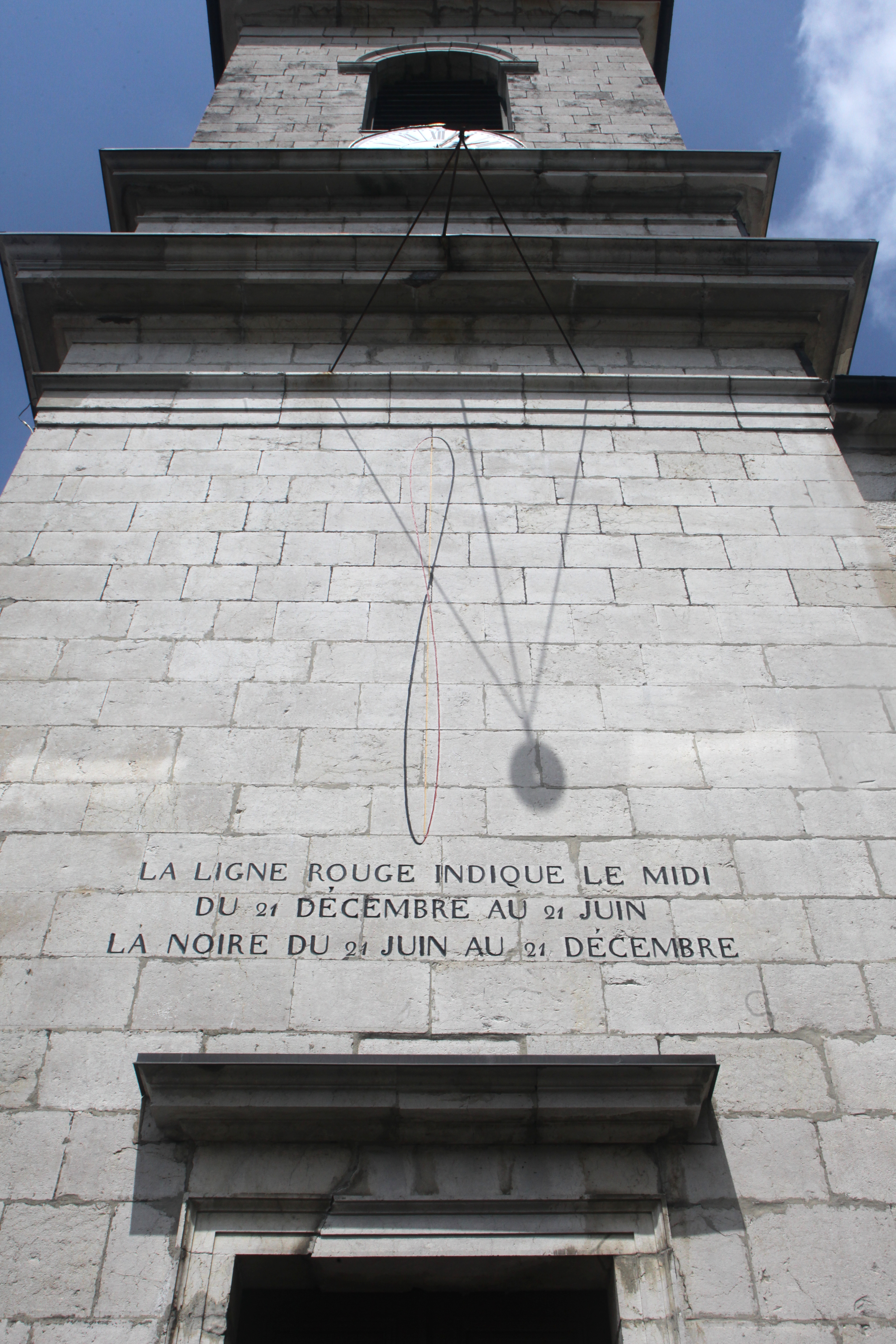
Cadran solaire sur l'église.
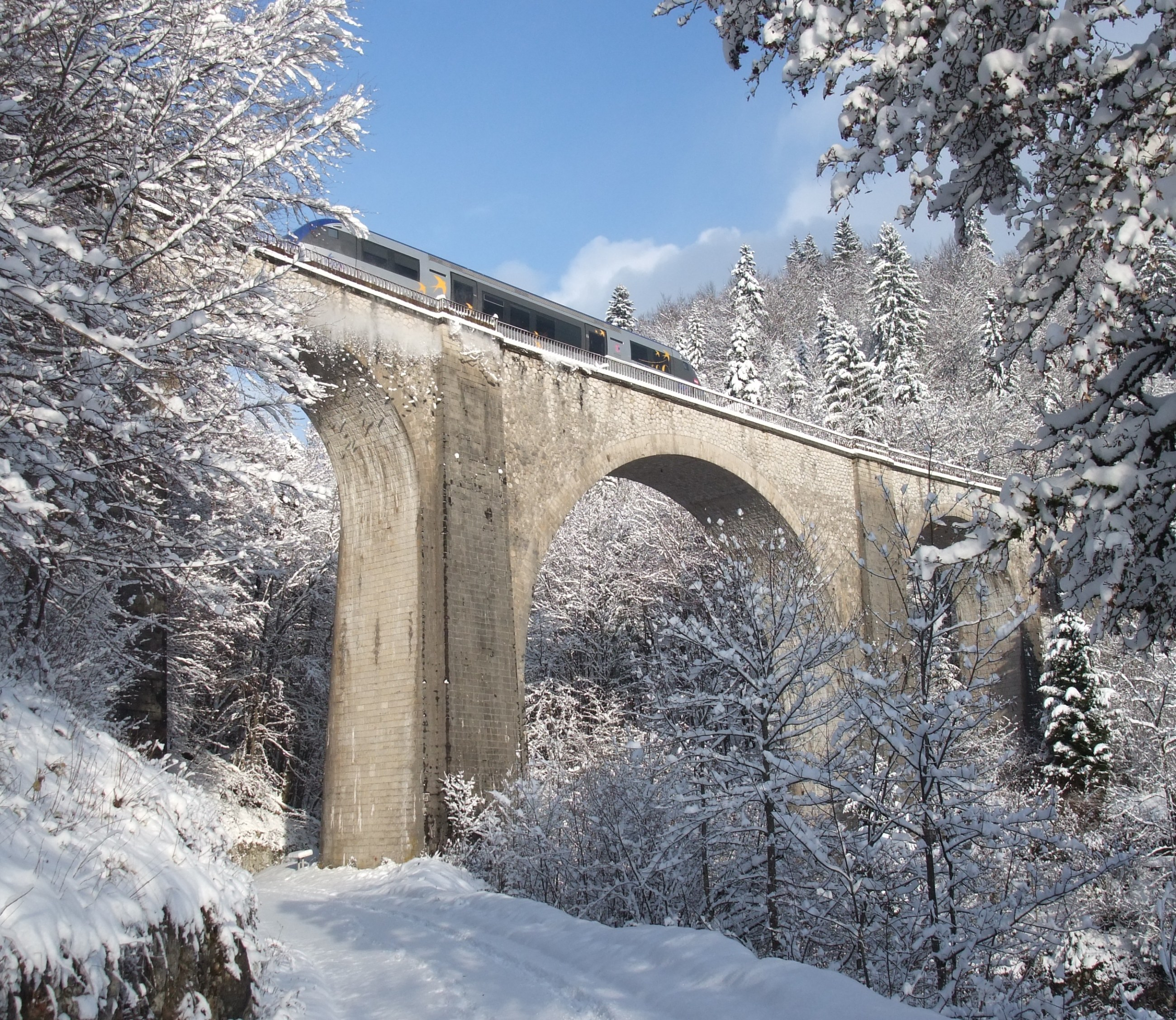
Passage d'un train sur le viaduc du Saillard, après une chute de neige.
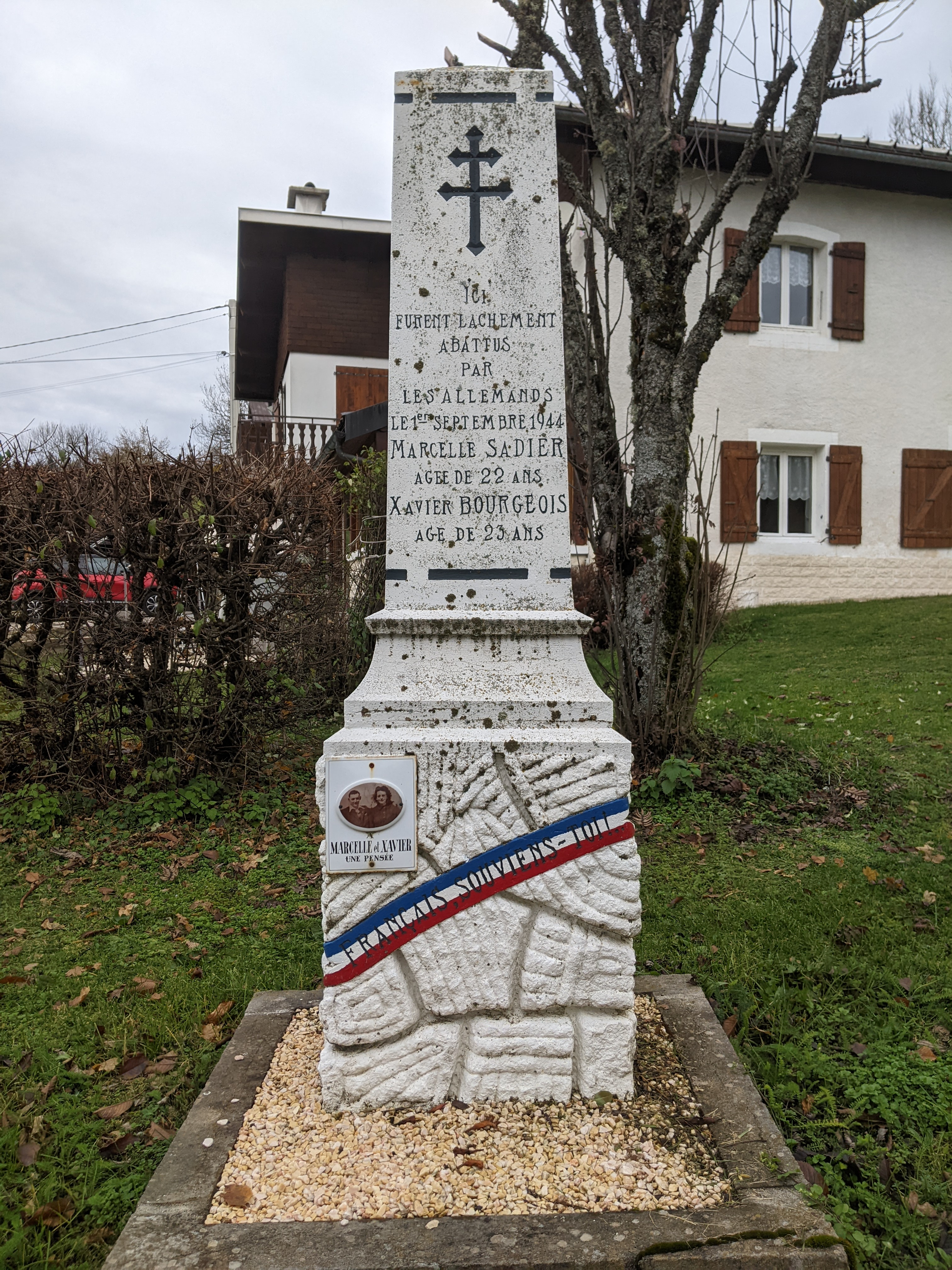
Monument aux morts de Morbier.
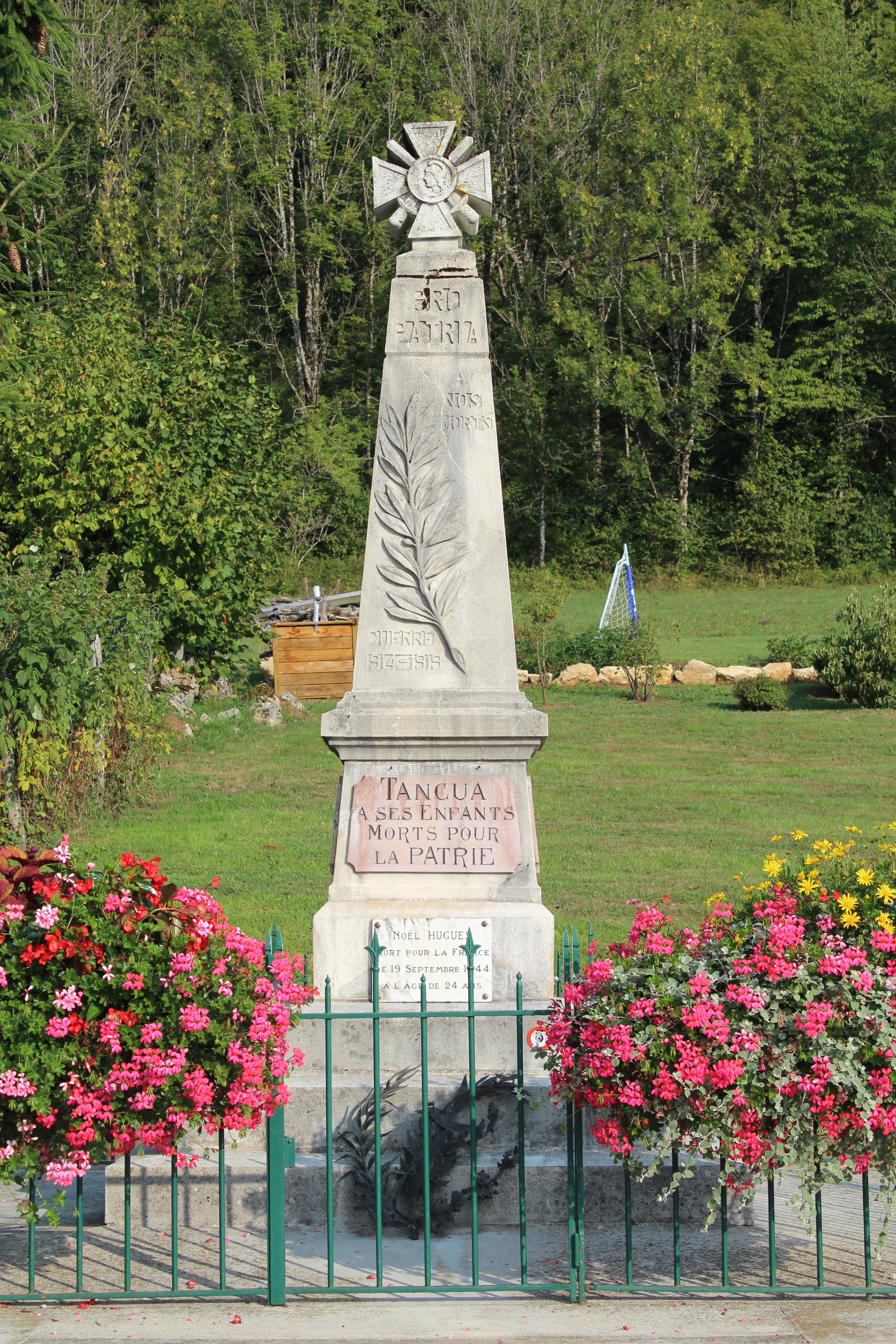
Monument aux morts de Tancua.

### Personnalités liées à la commune
- Germain Paget : peintre né à Morbier en 1817 et mort en 1884 dans le même village[55].
- Patrice Bailly-Salins : ancien biathlète français.
- Hervé Balland : vice-champion du monde 1993 de ski de fond.
- Anaïs Bescond, biathlète française, championne olympique 2018 et du Monde 2016 du relais mixte, double médaillée de bronze aux Jeux olympiques d'hiver de 2018.

### Héraldique
| Blason de Morbier | Blason  | Taillé : D'or au 1er un viaduc en perspective, au 2e un sapin de sinople stylisé mouvant du flanc senestre et chargé d'un fer à cheval versé en bande ; à la barre chargée de huit besants d'or brochant sur la partition. |
| Blason de Morbier | Détails | Le statut officiel du blason reste à déterminer. |

## Pour approfondir